# Маршовиці (Краківський повіт)
Маршовиці (пол. Marszowice) — село в Польщі, у гміні Коцмижув-Любожиця Краківського повіту Малопольського воєводства.
Населення — 319 осіб (2011).
У 1975-1998 роках село належало до Краківського воєводства.

## Демографія
Демографічна структура станом на 31 березня 2011 року:
|          | Загалом | Допрацездатний вік | Працездатний вік | Постпрацездатний вік |
| -------- | ------- | ------------------ | ---------------- | -------------------- |
| Чоловіки | 142     | 35                 | 93               | 14                   |
| Жінки    | 177     | 43                 | 100              | 34                   |
| Разом    | 319     | 78                 | 193              | 48                   |